# (5609) Stroncone
(5609) Stroncone – planetoida z pasa głównego asteroid okrążająca Słońce w ciągu 5 lat i 163 dni w średniej odległości 3,09 j.a. Została odkryta 22 marca 1993 roku w Osservatorio Astrometrico Santa Lucia Stroncone przez Antonio Vagnozziego. Nazwa planetoidy pochodzi od włoskiego miasta Stroncone, w którym została odkryta. Przed nadaniem nazwy planetoida nosiła oznaczenie tymczasowe (5609) 1993 FU.